# 2022年香港世界桌球大師賽
2022年香港世界桌球大師賽（英語：2022 Hong Kong Masters）是一項職業斯诺克邀請賽，於2022年10月6日至9日在香港體育館舉行。該賽事由香港桌球總會及世界斯诺克巡回赛共同主辦，為2022年至2023年司諾克賽季的一部分，是自2017賽事以來首次舉辦。這是自2019冠狀病毒病疫情爆發以來，香港首個舉辦的大型體育賽事。冠軍可獲得總獎金約274萬港元中的大約87萬港元。
賽事邀請了兩名香港本土選手及2022年世界司諾克錦標賽後世界排名前六的選手參賽。海外選手獲豁免部分香港的2019冠狀病毒病防疫規定，允許他們在場館與酒店間往返而無需隔離。趙心童因2019冠狀病毒病檢測呈陽性被迫退賽，由馬克·威廉斯替補出賽。
尼爾·羅伯森是衛冕冠軍，他在2017年賽事決賽中以6比3擊敗羅尼·奧沙利文，但此次在準決賽中以4比6不敵奧沙利文。香港選手傅家俊於2017年接受眼部手術後暫別賽場，其後因2019冠狀病毒病旅行限制，自2020年司諾克威爾斯公開賽後超過兩年未參加職業賽事。然而，他在八強賽中以5比2擊敗馬克·沙比，並在準決賽對陣約翰·希金斯的決勝局中打出職業生涯第五次滿分桿。傅家俊的147分是賽事期間18次單桿破百中的最高分，也是司諾克史上第七次有選手在決勝局以滿分桿取勝。奧沙利文在決賽中以6比4擊敗傅家俊，首次奪得該賽事冠軍。決賽吸引了約9,000名觀眾入場，創下司諾克比賽現場觀眾人數的新紀錄。

## 模式

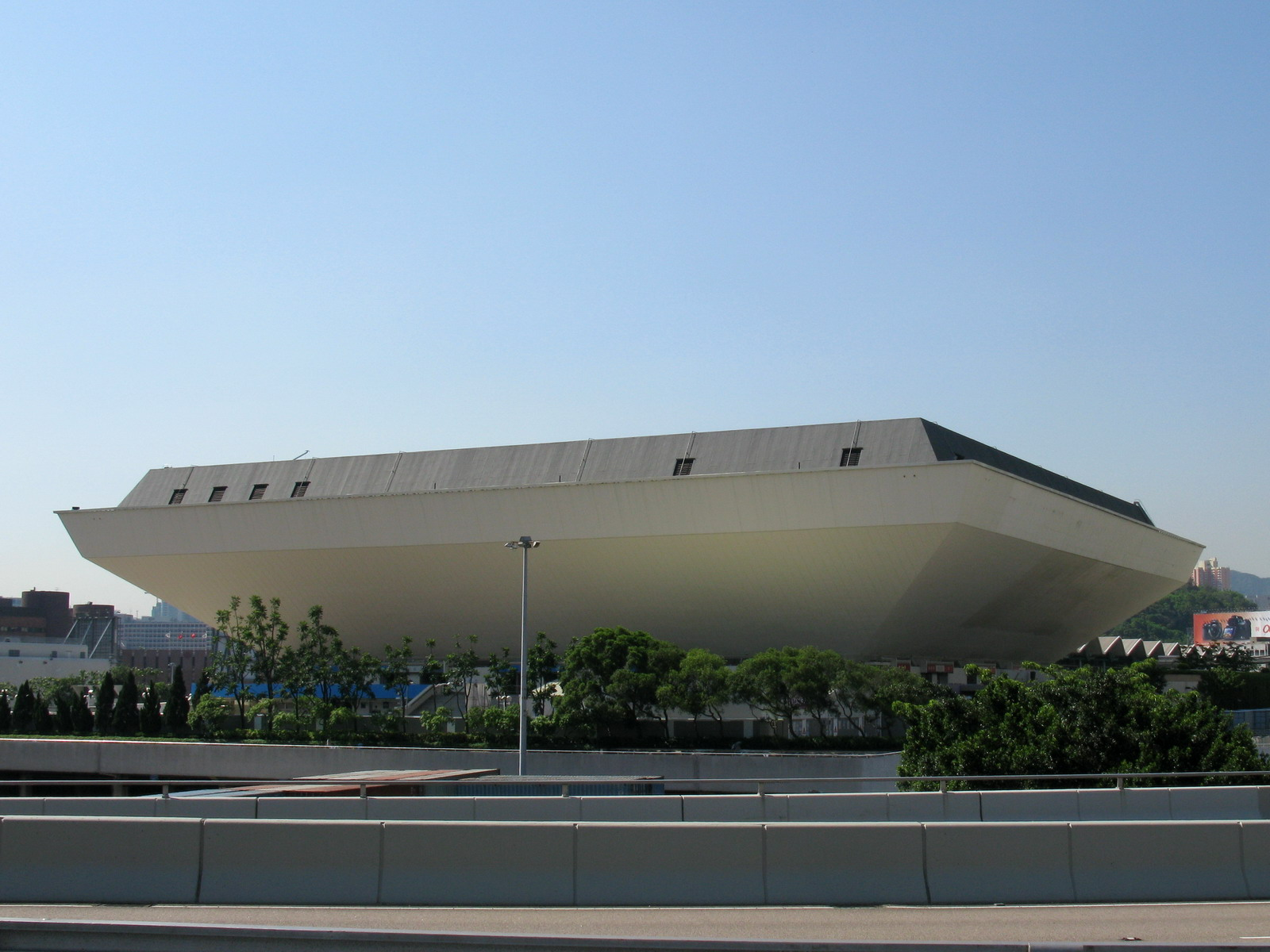
賽事於香港紅磡的香港體育館舉行。

香港世界桌球大師賽是一項職業斯诺克賽事，首次舉辦於1983年，當屆由道格·蒙喬伊成為冠軍。2022年賽事於10月6日至9日在香港紅磡的香港體育館舉行，這是自2017年以來首次舉辦的香港世界桌球大師賽。這也是自2019冠狀病毒病疫情開始以來，香港首場大型體育活動。該賽事是2022年至2023年司諾克賽季的一部分，由香港桌球總會及世界斯诺克巡回赛主辦。
八名選手獲選參加本次賽事。在2022年世界司諾克錦標賽後排名最高的六位選手，以及來自香港的傅家俊和吳安儀兩位選手獲得邀請。海外選手獲得香港2019冠狀病毒病防疫規定的有限豁免，允許他們在比賽場地和酒店之間往返而無需隔離。趙心童因2019冠狀病毒病檢測呈陽性被迫退賽，根據邀請資格由下一位符合條件的選手馬克·威廉斯替補出賽。
比賽在四分之一決賽中採用九局制，半決賽和決賽則採用十一局制。

### 獎金分配
獎金分配如下：
- 冠軍：100,000英鎊（約870,000港元）
- 亞軍：45,000英鎊（約391,500港元）
- 四強：32,000英鎊（約304,500港元）
- 八強：22,500英鎊[10]（約195,750港元）
- 一桿最高分數獎：10,000英鎊（約87,000港元）
- 總獎金：314,000英鎊（約2,740,000港元）

## 比賽摘要

### 半準決賽
八強賽於2023年10月6日至7日舉行，採用九局五勝制。傅家俊在2017年接受眼部手術後曾暫別賽場，其後因2019冠狀病毒病疫情的旅行限制，自2020年司諾克威爾斯公開賽後超過兩年未參加職業賽事。然而在對陣馬克·塞爾比的比賽中，他贏下前四局中的三局，最終以5比2獲勝。傅家俊坦言接受眼部手術後，曾擔心自己的職業生涯已結束，但表示「很高興能回歸並打出不錯的水準」。
約翰·希金斯在四年來首次擊敗贾德·特鲁姆普，此前他連續七次輸給卓林普，其中包括2019年世界錦標賽和2021年司諾克冠中冠賽的決賽。希金斯贏得第一局，但卓林普在第二局以136分的一桿將比分扳平。希金斯以102分和68分的連續兩桿贏得接下來的兩局，在中場休息時以3比1領先，但卓林普隨後連續贏得三局，在第五局打出120分的一桿，以4比3領先。然而，希金斯以一桿70分將比賽拖入決勝局，並在決勝局中打出58分的一桿，最終以5比4獲勝。
隨著趙心童退賽，他的替補者馬克·威廉斯臨時趕往香港對陣衛冕冠軍尼爾·羅伯森。他從倫敦出發，經歷13小時的飛行，並經過多次病毒檢測才能抵達酒店，但一小時後便需前往比賽場地，他表示自己在過去兩天只睡了兩小時。他在首局打出一桿133分，但羅伯森在第二局以105分還擊。威廉斯在第三局憑藉黑球取勝，但羅伯森再次追平，將比分扳成2比2。中場休息後，羅伯森在第五局打出一桿140分，並贏得第六局以4比2領先。威廉斯以80分拿下第七局，並在第八局有機會逼至決勝局，但當他發生自落後，羅伯森以5比3鎖定勝局。威廉姆斯賽後表示，他知道在這種情況下無法贏得比賽，但為了獎金仍選擇參賽。他以八強落敗者身份獲得22,500英鎊。
在超過5,000名觀眾面前，現任世界冠軍兼世界排名第一的羅尼·奧沙利文打出了72、100、59、81和95分的連續進攻，以5比0橫掃三屆世界女子司諾克冠軍吳安儀，比賽僅持續了52分鐘。奧沙利文稱讚比賽的氛圍，表示「在熱情的觀眾面前比賽感覺很好」。

### 準決賽

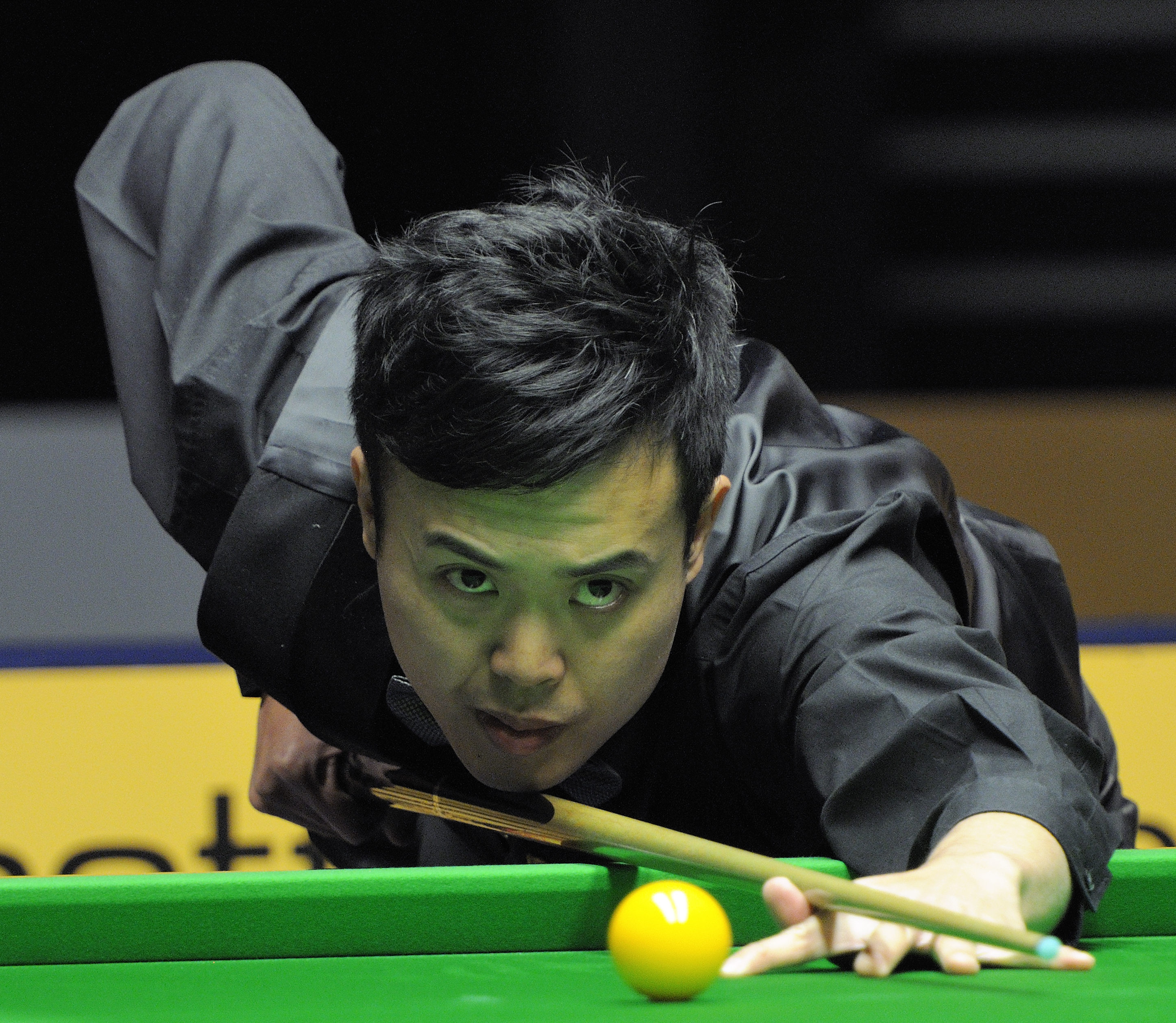
傅家俊（圖）在準決賽擊敗約翰·希金斯的決勝局中，打出職業生涯第五次滿分桿。

準決賽於10月8日舉行，採用11局6勝制。首場準決賽在超過5,000名觀眾面前進行，傅家俊對陣希金斯，後者以單桿105分拿下首局。傅家俊在第二局趁希金斯失誤後以單桿75分扳平比分，但希金斯隨後以單桿68分和83分連贏兩局，以3比1領先進入中場休息。傅家俊以單桿61分贏得第五局，但希金斯在第六局以單桿91分將比分擴大至4比2。第七局，希金斯在打出41分後未能擊進紅球，傅家俊以單桿70分拿下該局；他再贏下第八局，將比分追至4比4平手。希金斯在第九局打出本場第二次單桿105分，以5比4領先，但傅家俊在第十局以單桿72分逼入決勝局。傅家俊打出職業生涯第五次滿分桿，以6比5擊敗希金斯，這是斯诺克歷史上第七次在比賽決勝局出現滿分桿。傅家俊稱這次在主場觀眾面前打出的147分是「我職業生涯至今最美好的時刻」。
在第二場準決賽中，比賽現場約有7,500名觀眾，由奧蘇利雲對陣羅拔臣。奧蘇利雲贏得第一局，但羅拔臣在第二局以黑球取勝，將比分扳平為1比1。隨後羅拔臣連續打出105、100和135三桿破百，以4比1領先。羅拔臣在未讓對手得分的情況下累積了443分，直到他在第六局中出現失誤，讓奧蘇利雲得以一桿93分清檯贏得該局。奧蘇利雲在第七局的戰術對抗中獲勝，將比分追至3比4，接著連續打出105和104兩桿破百，以5比4反超。羅拔臣在第十局取得領先，但奧蘇利雲打出一記灌球並以52分清檯，贏得連續第五局，最終以6比4鎖定勝局。「我被壓制了，但我堅持住了」，奧蘇利雲談到從1比4落後逆轉時說道。「我不像以前那樣自責，所以我總給自己機會。」

### 決賽

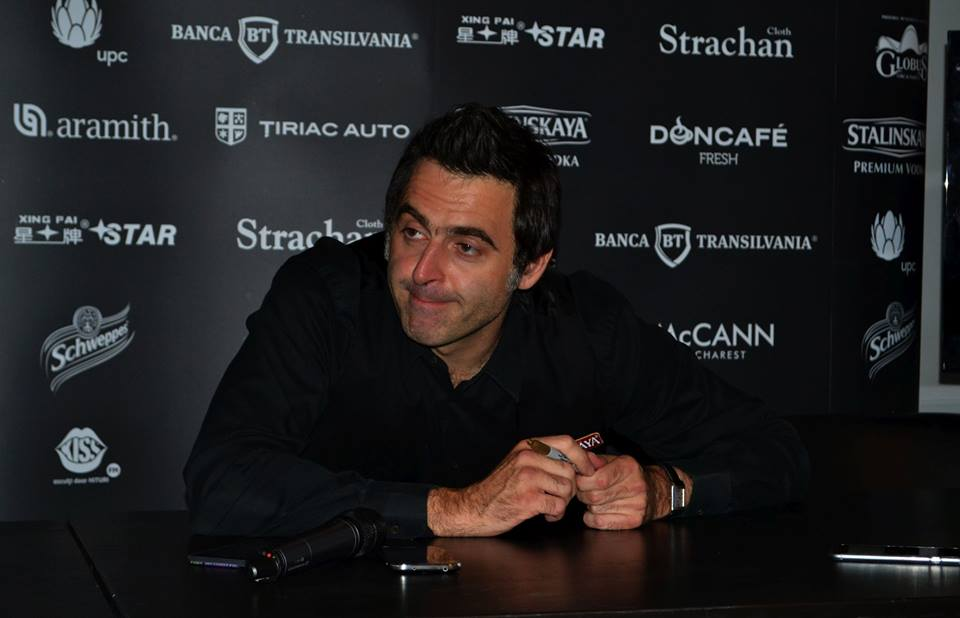
羅尼·奧沙利文首次贏得該賽事。

決賽於10月9日舉行，採用11局6勝制，由奧沙利文對陣傅家俊。約9,000名觀眾入場觀看這場決賽，創下了斯诺克比賽現場觀眾人數的新紀錄。此前的3,000人紀錄在2017年的賽事中創下，並於本屆賽事期間屢次被打破。奧沙利文贏得首局，但傅家俊以單桿55分拿下第二局。隨後奧沙利文以單桿71分和59分連贏第三、四局，以3比1領先進入中場休息。第五局奧沙利文再勝一局，4比1領先。儘管傅家俊以單桿98分贏得第六局，奧沙利文在第七局回敬一桿105分的破百，將比分改寫為5比2。第八局中，奧沙利文原本看似即將獲勝，但擊打粉球時誤入黃球袋，讓傅家俊藉由最後一顆藍球的交叉雙擊完成清台。傅家俊又以單桿56分贏得第九局，將比分追至4比5。然而，奧沙利文在第十局打出114分的滿分清台，最終以6比4擊敗傅家俊奪冠。賽後奧沙利文表示：「在9,000名觀眾面前比賽簡直難以置信」，並稱此賽事是「我生涯參加過最棒的比賽」。

## 籤表
本次比賽結果如下。粗體字代表獲勝者。
|  | 八強 9局5勝                  | 八強 9局5勝      |                    |   | 四強 11局6勝 | 四強 11局6勝 |  |  | 決賽 11局6勝 | 決賽 11局6勝 |
|  |                              |                  |                    |   |              |              |  |  |              |              |
|  |                              |                  |                    |   |              |              |  |  |              |              |
|  |                              |                  |                    |   |              |              |  |  |              |              |
|  | 羅尼·奧沙利文（英格兰）（1） | 5                |                    |   |              |              |  |  |              |              |
|  | 羅尼·奧沙利文（英格兰）（1） | 5                |                    |   |              |              |  |  |              |              |
|  | 吳安儀（中國香港）           | 0                |                    |   |              |              |  |  |              |              |
|  | 吳安儀（中國香港）           | 0                | 羅尼·奧沙利文（1） | 6 |              |              |  |  |              |              |
|  |                              |                  | 羅尼·奧沙利文（1） | 6 |              |              |  |  |              |              |
|  |                              | 尼爾·羅伯森（4） | 4                  |   |              |              |  |  |              |              |
|  | 尼爾·羅伯森（澳大利亚）（4） | 尼爾·羅伯森（4） | 4                  | 5 |              |              |  |  |              |              |
|  | 尼爾·羅伯森（澳大利亚）（4） |                  |                    | 5 |              |              |  |  |              |              |
|  | 馬克·威廉斯（威尔士）        | 3                |                    |   |              |              |  |  |              |              |
|  | 馬克·威廉斯（威尔士）        | 3                | 羅尼·奧沙利文（1） | 6 |              |              |  |  |              |              |
|  |                              |                  | 羅尼·奧沙利文（1） | 6 |              |              |  |  |              |              |
|  |                              | 傅家俊           | 4                  |   |              |              |  |  |              |              |
|  | 馬克·塞爾比（英格兰）（3）   | 傅家俊           | 4                  | 2 |              |              |  |  |              |              |
|  | 馬克·塞爾比（英格兰）（3）   |                  |                    | 2 |              |              |  |  |              |              |
|  | 傅家俊（中國香港）           | 5                |                    |   |              |              |  |  |              |              |
|  | 傅家俊（中國香港）           | 5                | 傅家俊             | 6 |              |              |  |  |              |              |
|  |                              |                  | 傅家俊             | 6 |              |              |  |  |              |              |
|  |                              | 約翰·希金斯      | 5                  |   |              |              |  |  |              |              |
|  | 贾德·特鲁姆普（英格兰）（2） | 約翰·希金斯      | 5                  | 4 |              |              |  |  |              |              |
|  | 贾德·特鲁姆普（英格兰）（2） |                  |                    | 4 |              |              |  |  |              |              |
|  | 約翰·希金斯（蘇格蘭）        | 5                |                    |   |              |              |  |  |              |              |
|  | 約翰·希金斯（蘇格蘭）        | 5                |                    |   |              |              |  |  |              |              |

| 決賽： 11局6勝 2022年10月9日，香港紅磡香港體育館 裁判：陳順佳                                                                         |            |               |
| 羅尼·奧沙利文 · 英格兰 | 6比4       | 傅家俊 · 香港 |
| 122（52）比0、0比99（55）、71（71）比13、102（59）比1、72比28、0比98 （98）、105（105）比0、52（51）比61、15比77（56）、114（114）比0 |            |               |
| 114 | 單杆最高分 | 98            |
| 2 | 單桿破百   | 0             |
| 6 | 單杆50+    | 3             |

## 單桿破百
本次賽事共打出18次單桿破百。其中最高分是傅家俊在準決賽對陣希堅斯的決勝局中打出的滿分桿147分。
- 147——傅家俊
- 140、135、105、105、100——尼爾·羅伯遜
- 136、120——贾德·特鲁姆普
- 133——馬克·威廉斯
- 114、105、105、104、100——羅尼·奧沙利文
- 112——馬克·沙比
- 105、105、102——約翰·希堅斯

## 外部連結
- 香港桌球總會官方網站
- 香港世界桌球大師賽Facebook專頁 （页面存档备份，存于）
- 香港世界桌球大師賽的Instagram帳戶